# Хесар-е-Аґ-Болаґ
Хесар-е-Аґ-Болаґ (перс. حصار آغ‌بلاغ) — село в Ірані, входить до складу дехестану Південний Барандузчай у Центральному бахші шахрестану Урмія провінції Західний Азербайджан.